# Élections municipales partielles françaises de 1992
Des élections municipales partielles ont lieu en 1992 en France.

## Bilan
| Partis       | Partis                           | Maires sortants | Maires élus | Évolution     |
| ------------ | -------------------------------- | --------------- | ----------- | ------------- |
|              | Front national                   | 1               | 0           | 1             |
| Total divers | Total divers                     | 1               | 0           | 1             |
|              | Divers droite                    | 1               | 1           | en stagnation |
|              | Rassemblement pour la République | 0               | 1           | 1             |
| Total droite | Total droite                     | 1               | 2           | 1             |

## Élections

### Amboise(Indre-et-Loire)
- Maire sortant : André Chollet (MRG)
- Maire élu ou réélu : Bernard Debré (RPR)

- Contexte : Démission du maire sortant à la suite de dissensions internes.

| Tête de liste | Tête de liste    | Liste       | Premier tour | Premier tour | Second tour | Second tour | Sièges | Sièges |
| Tête de liste | Tête de liste    | Liste       | Voix         | %            | Voix        | %           | CM     |        |
| ------------- | ---------------- | ----------- | ------------ | ------------ | ----------- | ----------- | ------ | ------ |
|               | Bernard Debré    | RPR         | 2 357        | 48,72        | 2 424       | 51,32       | 25     |        |
|               | Jean Saint-Bris  | DVD         | 1 390        | 28,73        | 1 487       | 31,48       | 5      |        |
|               | Jacques Nachbaur | DVG         | 824          | 17,03        | 812         | 17,19       | 3      |        |
|               | Jean Fabbri      | PCF         | 268          | 5,54         |             |             |        |        |
|               |                  |             |              |              |             |             |        |        |
| Inscrits      | Inscrits         | Inscrits    | 7 101        | 100,00       | 7 101       | 100,00      |        |        |
| Abstentions   | Abstentions      | Abstentions | 2 144        | 30,19        | 2 223       | 31,30       |        |        |
| Votants       | Votants          | Votants     | 4 957        | 69,81        | 4 878       | 68,70       |        |        |
| Nuls          | Nuls             | Nuls        | 118          | 1,66         | 155         | 2,18        |        |        |
| Exprimés      | Exprimés         | Exprimés    | 4 839        | 68,14        | 4 723       | 66,51       |        |        |

### Charmes(Vosges)
- Maire sortant : Jean Felten (RPR)
- Maire élu ou réélu : Marcel Martin (DVD)

- Contexte : Démission d'une majorité (15) des membres du conseil municipal.

| Tête de liste            | Tête de liste      | Liste       | Premier tour | Premier tour | Second tour | Second tour | Sièges |  |
| Tête de liste            | Tête de liste      | Liste       | Voix         | %            | Voix        | %           | CM     |  |
| ------------------------ | ------------------ | ----------- | ------------ | ------------ | ----------- | ----------- | ------ |  |
|                          | Marcel Martin      | DVD         | 887          | 46,01        | 927         | 46,88       | 20     |  |
|                          | François Lallemand | PS          | 579          | 30,03        | 566         | 28,62       | 4      |  |
|                          | Jean Felten *      | RPR         | 462          | 23,96        | 484         | 24,48       | 3      |  |
|                          |                    |             |              |              |             |             |        |  |
| Inscrits                 | Inscrits           | Inscrits    | 3 108        | 100,00       | 3 106       | 100,00      |        |  |
| Abstentions              | Abstentions        | Abstentions | 1 043        | 33,55        | 1 051       | 33,83       |        |  |
| Votants                  | Votants            | Votants     | 2 065        | 66,45        | 2 055       | 66,17       |        |  |
| Nuls                     | Nuls               | Nuls        | 137          | 6,63         | 78          | 3,79        |        |  |
| Exprimés                 | Exprimés           | Exprimés    | 1 928        | 93,36        | 1 977       | 96,20       |        |  |
| * Liste du maire sortant |                    |             |              |              |             |             |        |  |

### Coulommiers(Seine-et-Marne)
- Maire sortant : Robert Elvert (DVD)
- Maire élu ou réélu : Guy Drut (RPR)

- Contexte : Démission du maire sortant et d'une vingtaine de colistiers.

|                                 | Guy Drut           | RPR - UDF (UD) | 1 970 | 51,59  | 26 |  |  |  |
|                                 | Jacques Leclercq * | DVD - RPR      | 646   | 16,91  | 3  |  |  |  |
|                                 | Alain Haddad       | PS (Maj.prés.) | 622   | 16,29  | 2  |  |  |  |
|                                 | Jean-Michel Lor    | DVG            | 342   | 8,95   | 1  |  |  |  |
|                                 | Willy Sterchi      | PCF            | 238   | 6,23   | 1  |  |  |  |
|                                 |                    |                |       |        |    |  |  |  |
| Inscrits                        | Inscrits           | Inscrits       | 7 574 | 100,00 |    |  |  |  |
| Abstentions                     | Abstentions        | Abstentions    | 3 651 | 47,84  |    |  |  |  |
| Votants                         | Votants            | Votants        | 3 923 | 52,16  |    |  |  |  |
| Nuls                            | Nuls               | Nuls           | 105   | 2,68   |    |  |  |  |
| Exprimés                        | Exprimés           | Exprimés       | 3 818 | 97,32  |    |  |  |  |
| * Liste de la majorité sortante |                    |                |       |        |    |  |  |  |

### Golbey(Vosges)
- Maire sortant : Jean Alémani (DVG)
- Maire élu ou réélu : Jean Alémani (DVG)

- Contexte : Démission de plus d'un tiers des membres du conseil municipal.

| Tête de liste            | Tête de liste   | Liste       | Premier tour | Premier tour | Second tour | Second tour | Sièges | Sièges |
| Tête de liste            | Tête de liste   | Liste       | Voix         | %            | Voix        | %           | CM     |        |
| ------------------------ | --------------- | ----------- | ------------ | ------------ | ----------- | ----------- | ------ | ------ |
|                          | Jean Alémani *  | DVG         | 1 718        | 49,05        | 1 934       | 55,86       | 23     |        |
|                          | Bernard Maffeïs | PS          | 999          | 28,52        | 967         | 27,93       | 4      |        |
|                          | Pierre Luraschi | DVD         | 552          | 15,76        | 561         | 16,20       | 2      |        |
|                          | Joël Gravier    | PCF         | 233          | 6,65         |             |             |        |        |
|                          |                 |             |              |              |             |             |        |        |
| Inscrits                 | Inscrits        | Inscrits    | 5 199        | 100,00       | 5 199       | 100,00      |        |        |
| Abstentions              | Abstentions     | Abstentions | 1 557        | 29,94        | 1 637       | 31,48       |        |        |
| Votants                  | Votants         | Votants     | 3 642        | 70,06        | 3 562       | 68,52       |        |        |
| Nuls                     | Nuls            | Nuls        | 140          | 2,69         | 100         | 2,81        |        |        |
| Exprimés                 | Exprimés        | Exprimés    | 3 502        | 67,36        | 3 462       | 97,19       |        |        |
| * Liste du maire sortant |                 |             |              |              |             |             |        |        |

### Limeil-Brévannes(Val-de-Marne)
- Maire sortant : Gérard Bessière (RPR)
- Maire élu ou réélu : Gérard Bessière (RPR)

- Contexte : Démission du maire sortant.

| Tête de liste             | Tête de liste       | Liste       | Premier tour | Premier tour | Second tour | Second tour | Sièges | Sièges |
| Tête de liste             | Tête de liste       | Liste       | Voix         | %            | Voix        | %           | CM     |        |
| ------------------------- | ------------------- | ----------- | ------------ | ------------ | ----------- | ----------- | ------ | ------ |
|                           | Gérard Bessière *   | RPR-UDF     | 1 477        | 28,51        | 1 992       | 36,32       | 23     |        |
|                           |                     |             | 1 477        | 28,51        | 1 992       | 36,32       | 23     |        |
|                           | Jean-Louis Marquèze | DVD         | 1 474        | 28,46        | 1 510       | 27,53       | 4      |        |
|                           |                     |             | 1 474        | 28,46        | 1 510       | 27,53       | 4      |        |
|                           | Joseph Rossignol    | PS          | 942          | 18,18        | 1 673       | 30,50       | 5      |        |
|                           |                     |             | 942          | 18,18        | 1 673       | 30,50       | 5      |        |
|                           | Serge Granatiéri    | PCF         | 722          | 13,94        | 1 673       | 30,50       | 5      |        |
| Limeil-Brévannes à gauche |                     |             | 722          | 13,94        | 1 673       | 30,50       | 5      |        |
|                           | Jean-Claude Loine   | FN          | 564          | 10,89        | 309         | 5,63        | 1      |        |
|                           |                     |             | 564          | 10,89        | 309         | 5,63        | 1      |        |
|                           |                     |             |              |              |             |             |        |        |
| Inscrits                  | Inscrits            | Inscrits    | 8 118        | 100,00       | 8 118       | 100,00      |        |        |
| Abstentions               | Abstentions         | Abstentions | 2 796        | 34,44        | 2 550       | 31,41       |        |        |
| Votants                   | Votants             | Votants     | 5 322        | 65,56        | 5 568       | 68,59       |        |        |
| Nuls                      | Nuls                | Nuls        | 143          | 1,76         | 84          | 1,03        |        |        |
| Exprimés                  | Exprimés            | Exprimés    | 5 179        | 63,79        | 5 484       | 67,55       |        |        |
| * Liste du maire sortant  |                     |             |              |              |             |             |        |        |

### Liverdun(Meurthe-et-Moselle)
- Maire sortante : Ghislaine Millard-Lagrandeur (PS)
- Maire élu ou réélu : Armand Rémy (UDF)

- Contexte : Démission de plus d'un tiers des membres du conseil municipal.

|                                 | Armand Rémy      | UDF         | 1 394 | 52,24  | 22 |  |  |  |
|                                 | Didier Bianchi * | PS          | 1 274 | 47,75  | 7  |  |  |  |
|                                 |                  |             |       |        |    |  |  |  |
| Inscrits                        | Inscrits         | Inscrits    | 4 182 | 100,00 |    |  |  |  |
| Abstentions                     | Abstentions      | Abstentions | 1 294 | 30,49  |    |  |  |  |
| Votants                         | Votants          | Votants     | 2 888 | 69,51  |    |  |  |  |
| Nuls                            | Nuls             | Nuls        | 220   | 5,26   |    |  |  |  |
| Exprimés                        | Exprimés         | Exprimés    | 2 668 | 63,79  |    |  |  |  |
| * Liste de la majorité sortante |                  |             |       |        |    |  |  |  |

### Saint-Gilles(Gard)
- Maire sortant : Charles de Chambrun (FN)
- Maire élu ou réélu : Roland Gronchi (DVD)

- Contexte : Démission du maire sortant et de douze conseillers municipaux.

| Tête de liste            | Tête de liste         | Liste                            | Premier tour | Premier tour | Second tour | Second tour | Sièges |  |
| Tête de liste            | Tête de liste         | Liste                            | Voix         | %            | Voix        | %           | CM     |  |
| ------------------------ | --------------------- | -------------------------------- | ------------ | ------------ | ----------- | ----------- | ------ |  |
|                          | Roland Gronchi        | DVD - RPR - UDF - PS - PCF - DVG | 2 314        | 49,63        | 2 752       | 55,48       | 26     |  |
|                          | Charles de Chambrun * | FN                               | 1 803        | 38,67        | 1 910       | 38,51       | 6      |  |
|                          | Maurice Blanc         | DVD (ex-RPR)                     | 545          | 11,69        | 298         | 6,01        | 1      |  |
|                          |                       |                                  |              |              |             |             |        |  |
| Inscrits                 | Inscrits              | Inscrits                         | 7 481        | 100,00       | 7 481       | 100,00      |        |  |
| Abstentions              | Abstentions           | Abstentions                      | 2 597        | 34,71        | 2 361       | 31,55       |        |  |
| Votants                  | Votants               | Votants                          | 4 884        | 65,29        | 5 120       | 68,45       |        |  |
| Nuls                     | Nuls                  | Nuls                             | 222          | 4,54         | 160         | 3,12        |        |  |
| Exprimés                 | Exprimés              | Exprimés                         | 4 662        | 95,45        | 4 960       | 96,87       |        |  |
| * Liste du maire sortant |                       |                                  |              |              |             |             |        |  |

### La Tremblade(Charente-Maritime)
- Maire sortant : Paul Gras (RPR)
- Maire élu ou réélu : Jean-Pierre Tallieu (DVD-RPR)

- Contexte : Démission d'une majorité (18) des membres du conseil municipal.

| Tête de liste            | Tête de liste       | Liste       | Premier tour | Premier tour | Second tour | Second tour | Sièges | Sièges |
| Tête de liste            | Tête de liste       | Liste       | Voix         | %            | Voix        | %           | CM     |        |
| ------------------------ | ------------------- | ----------- | ------------ | ------------ | ----------- | ----------- | ------ | ------ |
|                          | Jean-Pierre Tallieu | DVD         | 987          | 42,78        | 1 160       | 47,99       | 20     |        |
|                          | Paul Gras *         | RPR         | 641          | 27,78        | 664         | 27,47       | 4      |        |
|                          | François Patsouris  | DVG         | 568          | 24,62        | 593         | 24,53       | 3      |        |
|                          | Ginette Roché       | PCF (app.)  | 111          | 4,81         |             |             |        |        |
|                          |                     |             |              |              |             |             |        |        |
| Inscrits                 | Inscrits            | Inscrits    | 3 414        | 100,00       | 3 414       | 100,00      |        |        |
| Abstentions              | Abstentions         | Abstentions | 1 011        | 29,61        | 941         | 27,56       |        |        |
| Votants                  | Votants             | Votants     | 2 403        | 70,39        | 2 473       | 72,44       |        |        |
| Nuls                     | Nuls                | Nuls        | 96           | 2,81         | 56          | 1,64        |        |        |
| Exprimés                 | Exprimés            | Exprimés    | 2 307        | 67,57        | 2 417       | 70,79       |        |        |
| * Liste du maire sortant |                     |             |              |              |             |             |        |        |